# 1st CD Edition
1st CD Edition o 1st CD-Edition, anche 1. CD Edition sulla confezione, è una raccolta di videogiochi pubblicata nel 1989 per Commodore 64 dalla Rainbow Arts. Ha la particolarità di essere il primo software pubblicato su compact disc per Commodore 64 (l'inglese 1st e il tedesco 1. significano "primo"). Come lettore necessita di un comune riproduttore di CD audio.

## Tecnologia
All'epoca il CD-ROM era ancora emergente come supporto per computer, e non venne utilizzato affatto per i computer della generazione a 8 bit del Commodore 64. 1st CD Edition infatti non è un CD-ROM, ma un CD audio, dove i videogiochi sono registrati come tracce audio, così come veniva fatto comunemente con i software su cassetta. Per eseguire il CD serve un generico lettore CD audio, la cui uscita audio va collegata alla porta per registratore a cassette del Commodore 64 tramite un apposito adattatore incluso nella confezione.
L'adattatore è un'interfaccia elettronica molto piccola, priva di involucro, con i circuiti in vista e all'apparenza fragile. Va inserito nella porta del computer ed è dotato di un connettore femmina RCA per un normale cavo audio, non incluso, con il quale va collegato al lettore CD.
L'utente dà al Commodore 64 il comando di caricare il software principale come se fosse un normale programma su cassetta, ma anziché avviare la riproduzione di una cassetta avvia il lettore CD. Dal menù software si sceglie quindi un videogioco da caricare e si avvia di nuovo il lettore CD direttamente alla traccia specifica di quel gioco.
Servono circa 25 secondi per caricare il programma iniziale e circa 30-50 secondi per caricare il videogioco scelto; la velocità era comparabile con quella dei floppy disk dotati di fast loader dell'epoca.
Alcuni dei giochi supportano il caricamento in più parti, da più tracce.
I lettori CD audio erano già abbastanza diffusi in Europa, tanto da poter ritenere che ci fosse un discreto bacino di potenziali utenti possessori di Commodore 64 e di lettore.
La Rainbow Arts presentava come principali vantaggi del sistema la velocità di caricamento e la durevolezza dei CD, che a differenza di cassette e dischetti non si smagnetizzano col tempo. Lo spazio di memorizzazione disponibile su un CD era molto per un Commodore 64, anche se molto meno rispetto a quello di un vero CD-ROM dati. In 1st CD Edition lo spazio comunque è poco sfruttato dal software: le tracce dei giochi occupano in tutto solo 11 minuti circa di audio sui 74 disponibili in un CD, a parte che sono ripetute due volte come copia di sicurezza in caso di problemi di lettura, e che il CD include anche diverse tracce musicali.
Il CD rappresentava anche un buon formato contro la pirateria, dato che non erano ancora in commercio i masterizzatori e non era fattibile copiare su cassetta questo tipo di compressione dati.
Lo sviluppo del sistema richiese alla Rainbow Arts oltre un anno.
I giochi erano tutti preesistenti e già usciti su cassetta; un fatto non sorprendente, dal momento che il formato di pubblicazione era ancora sperimentale e sarebbe stato rischioso usarlo per lanciare titoli originali. Ogni traccia venne dotata di uno speciale header per permetterne il caricamento.

## Modalità di gioco
La raccolta comprende 10 videogiochi di vari generi, tutti riedizioni di vecchi titoli di diversi produttori, in gran parte famosi classici.
- David's Midnight Magic (flipper)
- Dropzone (sparatutto)
- Fist II: The Legend Continues (picchiaduro)
- Impossible Mission (piattaforme, avventura)
- Jinks (Breakout)
- Leader Board (golf)
- Lode Runner (piattaforme)
- Mission Elevator (piattaforme, avventura)
- M.U.L.E. (strategia)
- Solomon's Key (piattaforme, rompicapo)

Si seleziona quale gioco caricare tramite un apposito menù di testo. Per cambiare gioco successivamente è necessario riavviare il computer e ricaricare il menù.
Il CD include anche 10 brani musicali (5 nell'edizione inglese) composti da Chris Hülsbeck, di genere musica elettronica, su tracce audio ascoltabili normalmente con il solo lettore.

## Accoglienza
La raccolta venne solitamente apprezzata dalla stampa tedesca e britannica perché proponeva diversi validi classici del Commodore 64.
Tuttavia si metteva spesso in evidenza che, nel 1989/1990, erano già tutti titoli ormai piuttosto datati (risalenti al periodo 1983-1987).
La velocità di caricamento di questo particolare formato CD era apprezzata, ma non straordinaria.
La rivista Your Commodore inoltre riteneva la raccolta del tutto priva di interesse per chi non possedesse già un lettore CD, che allora era ancora un apparecchio piuttosto costoso e non valeva certo la pena di comprarlo appositamente. Poteva anche essere poco pratico l'utilizzo dei lettori CD fissi, se era necessario spostarli presso il computer, dato che anche le dimensioni potevano essere ingombranti. Non mancavano i lettori portatili, ma ad esempio nelle prove fatte dalla redazione della rivista un lettore portatile era risultato incompatibile con il sistema.

## Eredità
1st CD Edition non fu la prima iniziativa del suo genere su tutti i computer, in quanto preceduto almeno da The Games Collection per MSX, del 1988.
1st CD Edition, primo CD per Commodore 64, fu seguito poco tempo dopo da The CD Games Pack della Codemasters, che uscì per Commodore 64 e per ZX Spectrum. La rivista ACE parlò anche di un CD Top Twenty Solid Gold Developer della Cosmi, distribuito da Electronic Zoo per Commodore 64, praticamente sconosciuto su altre fonti.
Il futuro di questo formato sperimentale dipendeva da quanto avrebbero venduto 1st CD Edition e The CD Games Pack e da quanto poi altri produttori di software avrebbero seguito l'esempio. Gary Bracey della Ocean Software affermò che il formato aveva più il fascino della novità che vera utilità, pur ammettendo che il costo relativamente basso del supporto e la sua innata protezione dalla copia erano interessanti.
Se il formato avesse preso piede, era prevedibile che sarebbero stati pubblicati su CD anche videogiochi più nuovi, ma già allora si dubitava dell'affermarsi del sistema.
In effetti il formato non ebbe il successo sperato e non sono note ulteriori pubblicazioni di software per home computer su CD audio.